# Richard Kruspe

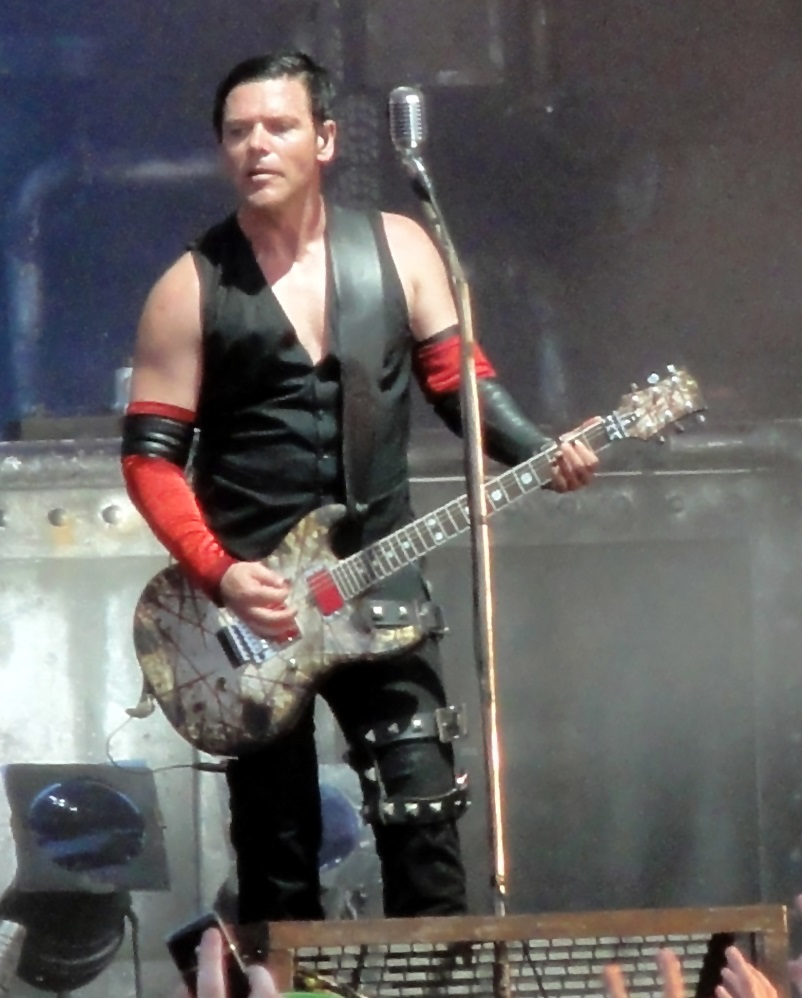
Richard Kruspe (2011)

Richard (Zven) Kruspe (geb. Zven Kruspe) (* 24. Juni 1967 in Wittenberge) ist ein deutscher Musiker. Er ist der Leadgitarrist der Neue-Deutsche-Härte-Band Rammstein und Sänger des von ihm ins Leben gerufenen Band-Projektes Emigrate.

## Leben
Kruspe, der von Freunden auch „Scholle“ genannt wird, wuchs mit seinen Eltern und mehreren Geschwistern, darunter ein älterer Bruder, zunächst im brandenburgischen Dorf Weisen bei Wittenberge in der DDR auf. Seine Kindheit beschreibt er als schön und sorglos, er habe in einem „intakten Elternhaus“ gelebt. Seine Eltern ließen sich später scheiden, seine Mutter heiratete neu und zog mit ihren Kindern zum neuen Partner nach Schwerin in Mecklenburg-Vorpommern. Das Verhältnis zu seinem Stiefvater beschrieb Kruspe gegenüber dem Magazin Rock Hard im Jahr 2008 – aber auch in anderen Interviews – als schwierig. Er lief nach eigenen Angaben nach Eskalationen mit diesem öfter von zu Hause weg, übernachtete auf Parkbänken oder bei einer Freundin. Aufgrund seines Verschwindens wurde er mehrmals von der Polizei gesucht.
In seiner Jugendzeit war Kruspe ein erfolgreicher Ringer. Er rang bei der BSG Lok Wittenberge.
Sein erstes Geld verdiente er nach eigener Aussage als Kassierer an einer Flaschenpfandkasse. Nach der Schule absolvierte er eine Ausbildung als Koch. Hierzu berichtete er 2008 im Rock-Hard-Interview:

„Als ich die Chance bekam, woanders eine Lehre zu machen, habe ich sie sofort ergriffen und ging nach Hagenow. Außer einem großen Armeestützpunkt war dort jedoch nichts, sodass ich zweieinhalb Jahre lang meine komplette Freizeit mit Gitarrespielen verbracht habe.“

Weil er neben seinem Beruf ohne die in der DDR notwendige offizielle Spielerlaubnis öffentlich musizierte – er war Gitarrist der Band Das elegante Chaos – und sich darüber hinaus mit selbst hergestelltem Schmuck unerlaubterweise Geld dazuverdiente, geriet er nach eigener Aussage in den Fokus des Ministeriums für Staatssicherheit. Dieses wollte diese Vergehen – er hatte weder die nötige Facharbeiterausbildung noch zahlte er Steuern für die Nebenerwerbsquellen – nutzen, um ihn als Inoffiziellen Mitarbeiter zu verpflichten. Kruspe zufolge wurde er vor die Wahl gestellt, IM zu werden oder ins Gefängnis zu gehen – er erhielt eine Woche Bedenkzeit und wurde zu absolutem Stillschweigen verpflichtet. Dies befolgte er nicht, sondern verbreitete die Geschichte nach eigener Aussage in seinem Bekanntenkreis, um als schwatzhaft und somit unbrauchbar für die Stasi zu gelten. Sein Schachzug glückte Kruspe zufolge.
Im Jahr 1988 zog er nach Ost-Berlin in den Bezirk Prenzlauer Berg, wo er in einer Hinterhofwohnung an der Lychener Straße wohnte. Kruspe bezeichnet diese Zeit heute als „einsam“, weil er nie richtig Anschluss fand und viel allein Gitarre spielte. Am 10. Oktober 1989 geriet er zufällig in eine Demonstration gegen das DDR-Regime. Dabei wurde er verhaftet und nach eigenen Angaben in einer Polizeistation in Berlin-Weißensee festgehalten, stundenlang verhört und auch geschlagen. Kruspe, der zuvor nach eigener Aussage nie darüber nachgedacht hatte, die DDR zu verlassen, entschloss sich nun zur Flucht. Dies tat er zwei Tage nach seiner Entlassung gemeinsam mit einem Freund. Die beiden flohen über die Tschechoslowakei, Ungarn und Österreich nach West-Berlin. Dort fühlte er sich jedoch überhaupt nicht wohl, wie er 2011 der Musikzeitschrift Rolling Stone berichtete:

„In Westberlin war ich einsam und immer unterwegs. Überwiegend auf Konzerten, ([ich]) habe Nirvana im Loft gesehen und so. Eines Abends lernte ich auf einer Party, auf die ich gar nicht eingeladen war, eine Frau kennen und durch sie den Ex-Trommler der Fehlfarben. Mit dem habe ich dann endlich wieder ein bisschen Musik gemacht. Auf Dauer war auch die Wohnsituation mit drei Leuten in einem Zimmer sehr belastend, und im Osten gab es billigen Wohnraum ohne Ende. Also bin ich wieder zurück.“

Kruspe ging nach dem Mauerfall zunächst nach Schwerin, dort fand er Anschluss zu seinem alten Freund und späteren Rammstein-Kollegen Till Lindemann, der zu diesem Zeitpunkt noch hauptberuflich als Korbflechter arbeitete und nebenbei in der Fun-Punk-Band First Arsch Schlagzeug spielte. Den arbeitslosen Kruspe – er blieb es nach eigenen Angaben fünf Jahre lang – zog es jedoch bald wieder nach Ost-Berlin zurück.
1991 wurde er Vater einer Tochter, die aus einer Beziehung mit Till Lindemanns Ex-Frau stammt. Die Beziehung ging um das Jahr 1993 herum in die Brüche, seine Partnerin trennte sich Kruspe zufolge von ihm.
Zeitweise lebte er in Berlin mit seinen späteren Rammstein-Bandkollegen Oliver Riedel und Christoph Schneider in einer Wohngemeinschaft.
Am 29. Oktober 1999 heiratete er die Südafrikanerin Caron Bernstein, die als Model, Schauspielerin und Sängerin tätig ist. Er nahm ihren Nachnamen an und nannte sich Richard Kruspe-Bernstein. Er zog zu seiner Frau nach New York City und lebte dort insgesamt elf Jahre. Nach der Scheidung 2004 legte er den Zweitnamen „Bernstein“ wieder ab.
Kruspe wohnt seit 2011 wieder in Berlin. Er war mit der Musikerin Margaux Bossieux liiert und hat mit ihr seit 2011 eine gemeinsame Tochter. Er ist zudem Vater des 1992 geborenen Schauspielers Merlin Besson aus einer Verbindung mit der Musikerin Tatjana Besson.

## Musikalischer Werdegang
Kruspe war nach eigenen Angaben als Kind einer Lehrerin aufgrund seines musikalischen Talents aufgefallen. Da in der DDR jedoch seine sportliche Laufbahn als Ringer als wichtiger erachtet wurde, habe er nie Musikunterricht nehmen dürfen. Nach eigenen Angaben war er, bevor er selbst mit dem Musikmachen begann, zunächst als DJ aktiv. Um sich in der DDR als sogenannter Schallplattenunterhalter betätigen zu dürfen, absolvierte er einen Lehrgang.
Als er im Alter von 16 Jahren mit einigen Freunden die Tschechoslowakei besuchte, kaufte er eine Gitarre, die er eigentlich in der DDR wiederverkaufen wollte, um ein wenig Geld zu verdienen. Am Ende verwarf er diesen Plan und behielt sie. Heute heißt es, er habe begonnen, Gitarre zu spielen, weil ein Mädchen ihn darum bat und er erkannt habe, dass Frauen Männer mögen, die Gitarre spielen können. Kruspe antwortete 2009 der Neuen Osnabrücker Zeitung auf die Frage, ob er als Jugendlicher mit seiner Rock- und Punkmusik auch Mädchen imponieren wollte:
Von 1987 bis zu seiner Flucht 1989 spielte Kruspe Gitarre in der Band Das Elegante Chaos. Nach dem Mauerfall und seiner Rückkehr nach Ostdeutschland war er kurze Zeit Musiker bei der Schweriner Gruppe Das Auge Gottes, stieg dann als Gitarrist bei Lindemanns Band First Arsch ein. In dieser Formation nahm er zusammen mit Lindemann, Sänger Steve Mielke und dem damaligen Feeling-B-Gitarristen Paul Landers 1992 das Album Saddle Up auf. Ab Ende 1991 war er zudem Gitarrist bei der Band Die Firma – dort löste er den vorgenannten Landers ab. Bis 1993 spielte er darüber hinaus in der Crossover-Band Orgasm Death Gimmick, die er 1991 mit drei Gleichgesinnten gegründet hatte.
Anfang der Neunzigerjahre reiste Kruspe zusammen mit Lindemann und Oliver Riedel – damals Bassist bei The Inchtabokatables – erstmals in die USA und erkundete dort den Südwesten der Staaten. Er hatte sich in den Jahren zuvor immer stärker von amerikanischer Musik begeistern lassen und wollte das Land und die Musikszene selbst erleben. Über diese Reise berichtete er 2001 in dem Fotobuch Rammstein des Lichtkünstlers Gert Hof:

„Mir wurde klar, dass die Musik, die ich bis dahin gemacht habe, nichts mit mir zu tun hatte. So bin ich nach Deutschland zurückgekehrt, und mir kam die Idee, ein Projekt zu schaffen, das mit deutscher Musik zu tun hat. Ich wollte versuchen, Maschinen und Gitarren zusammenzubringen, harte Gitarren.“

Zusammen mit Lindemann und Kruspes Mitbewohnern Riedel und Schneider – Letzterer war Ex-Feeling-B-Drummer und zudem Schlagzeuger bei Die Firma, wo Kruspe ihn kennengelernt hatte – gründete er ein neues Bandprojekt. Auch Schneider war im Jahr 1993 in den USA gewesen – damals noch mit der Band Feeling B, er war mit dieser Band im Südosten der USA unterwegs. Dort hatte er sich ähnlich wie Kruspe von der Musikszene begeistern lassen und neue Impulse gewonnen.
Das Quartett gab dem Ganzen zunächst den Namen Tempelprayers. Während Kruspe komponierte, anfangs noch stark beeinflusst vom Musikstil von US-Metal-Bands wie Pantera, übernahm Lindemann das Texten der Songs. Diese waren zu Beginn aber trotz des Gedankens von Kruspe, „deutsche Musik zu erschaffen“, noch auf Englisch. 1993 bot sich die Chance, an einem Wettbewerb des Berliner Senats für junge Bands teilzunehmen. Der Hauptpreis war eine Woche in einem professionellen Tonstudio. Teilnahmevoraussetzung war die Abgabe eines Demotapes, das die vier Freunde Kruspe zufolge in seiner Küche aufnahmen:

„Das Problem dabei war, dass wir nur ein 4-Spur-Gerät und einen kleinen Drumcomputer hatten. Till, er kam meistens nachts an, hat also unter der Bettdecke die Sachen eingesungen, weil wir nicht so laut sein durften. Das Demo haben wir dann eingeschickt und sofort gewonnen. Da waren wir noch zu viert – Schneider, Olli, Till und ich.“

Als offizielles Gründungsdatum der später zu Rammstein umbenannten siegreichen Band wird der 1. Januar 1994 genannt. Kruspe gilt bis heute als Hauptinitiator der Gruppe, die durch das Hinzukommen des Rhythmusgitarristen Paul Landers schon kurz nach dem Gewinn des Wettbewerbs im Frühjahr 1994 ein fünftes Mitglied bekam und schließlich durch den anfänglichen Gastkeyboarder Christian „Flake“ Lorenz komplettiert wurde. Lorenz stand der eingeschlagenen Musikrichtung zunächst ablehnend gegenüber; aber er war nach eigenen Aussagen und Angaben seiner Bandmitglieder auch derjenige, der explizit deutsche Liedtexte verlangte. Kruspe sah Rammstein trotz all dieser Gründungsschwierigkeiten zunächst nur als Projekt, wie er Ende der Neunzigerjahre in einem Interview mit dem Musiksender Viva sagte.

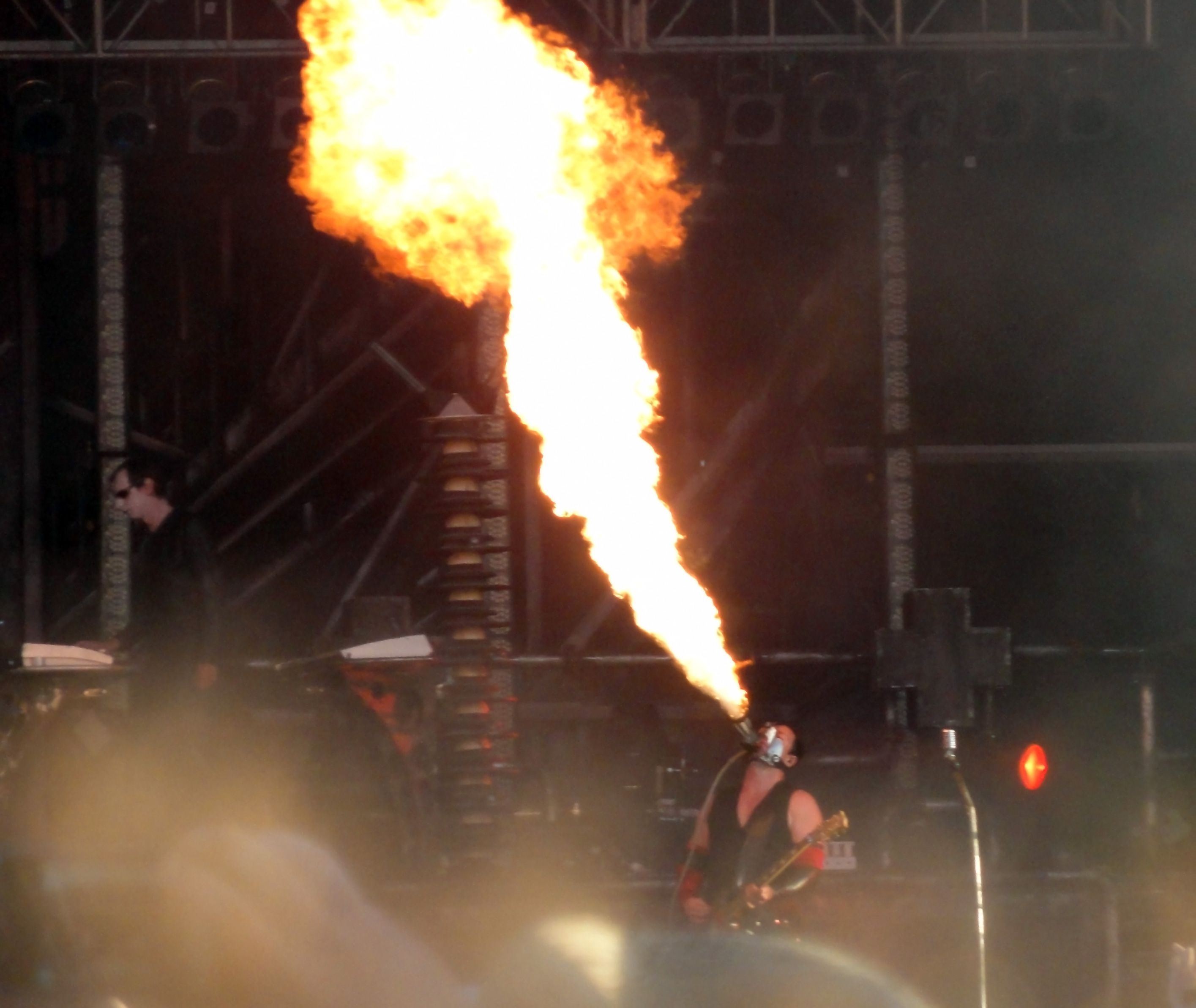
Kruspe während einer Liveperformance von Feuer frei!

### Nebenprojekt Emigrate und sonstige Mitwirkungen
2004 wurde bekanntgegeben, dass Kruspe die Gründung eines parallelen Musikprojekts namens Emigrate plane. In einem Interview mit laut.de sagte er dazu:

„Neben Rammstein fehlte mir immer ein gewisser musikalischer Ausgleich. Ich wollte nicht mehr nur der Typ sein, der sich allabendlich umgeben von Feuer und Raketen in eine primär visuelle Welt beamt. Ich bin ja in erster Linie Musiker. Also suchte ich nach einem Projekt, in dem es ausschließlich um die Musik geht. Mit Emigrate habe ich genau diesen Gegenpol gefunden.“

Das Debütalbum trägt ebenfalls den Titel Emigrate und erschien am 31. August 2007. Kruspe spielt nicht nur E-Gitarre, sondern ist auch der Sänger. Weitere Mitglieder der Band waren Henka Johansson (Clawfinger) und Arnaud Giroux. Verschiedene Single-Auskopplungen folgten (My World, New York City sowie Temptation). Am 14. November 2014 erschien das zweite Emigrate-Album, Silent So Long, das Kruspe gemeinsam mit Giroux und dem Apocalyptica-Schlagzeuger Mikko Sirén aufnahm. Kruspe verpflichtete für etliche Songs Gastsänger, unter anderem sind auf dem Album Frank Dellé von Seeed, der mittlerweile verstorbene Motörhead-Sänger Lemmy Kilmister, Jonathan Davis von Korn, die Sängerin Peaches und Marilyn Manson zu hören. Im Video zur Single-Auskopplung Eat You Alive mit Seeed-Sänger Dellé ist auch Kruspes Lebensgefährtin Margaux Bossieux, Bassistin bei der New Yorker Punk-Girl-Band Dirty Mary, zu sehen und zu hören. Sie übernimmt bei einigen Stücken des Albums auch Gesangsparts.
Auf Tournee möchte Kruspe mit Emigrate nach eigenen Angaben nicht gehen. Im bereits genannten Interview mit laut.de sagte er auch:

„Jetzt habe ich eine grandios funktionierende Live-Band (Rammstein) auf der einen Seite und eine Band, mit der ich musikalisch perfekt verschmelze auf der anderen Seite (Emigrate). Alles passt. Also stellt sich für mich doch die Frage: Warum sollte ich diese Balance wieder gefährden? (...) Mir persönlich ist das Risiko eines Balanceverlustes momentan aber noch zu groß. Ich meine, könnte ich mit Emigrate einfach auf die Bühne gehen, ohne dass die Leute Feuer und Spektakel erwarten würden? Ich habe da so meine Zweifel.“

In einem Interview mit dem Magazin Metal Hammer sagte Kruspe im Juni 2017, dass das dritte Emigrate-Album bereits seit zweieinhalb Jahren fertig sei. Er warte seitdem auf den richtigen Zeitpunkt für eine Veröffentlichung.
Am 19. Oktober 2018 veröffentlichte Kruspe die erste Singleauskopplung 1234 vom dritten Emigrate-Album A Million Degrees. Das Album kündigte er für den 30. November 2018 an. Den Leadgesang bei 1234 übernimmt der kanadische Billy-Talent-Sänger Benjamin Kowalewicz. Produzent des Albums war Sky van Hoff.
Im Jahr 2007 wirkte Kruspe als Gitarrist bei einem Song des Apocalyptica-Albums Worlds Collide mit. Gemeinsam mit den Cellisten und seinem Rammstein-Kollegen Till Lindemann spielte er das Lied Helden ein – eine deutschsprachige Coverversion des David-Bowie-Songs Heroes.

## Instrumente

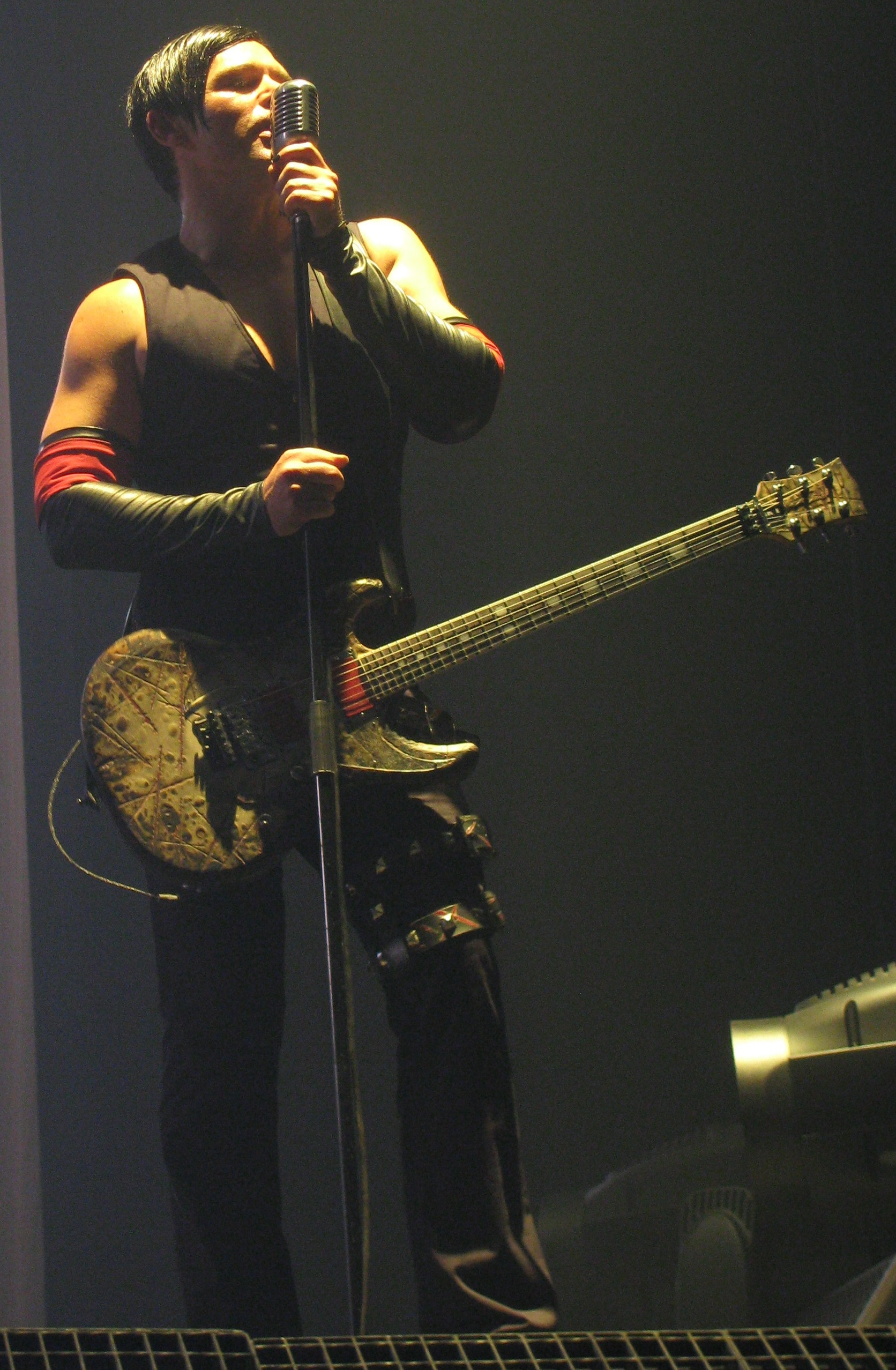
Kruspe bei einem Konzert mit Rammstein (2010)

Bei einer Musikmesse ein Jahr nach dem Mauerfall in Frankfurt wurde Richard Kruspe auf eine ESP 901 aufmerksam. Er kaufte sie und spielt sie heute noch.
Seit 2005 sind beim Gitarrenhersteller ESP drei RZK-Signature-Modelle zu kaufen. Dies sind die ESP RZK I in Silber, die ESP-RZK I in Burnt und die ESP-RZK II in Burnt. Die Grundform der ESP RZK I ist einer Mosrite Ventures II, der Hauptgitarre des Ramones-Gitarristen Johnny Ramone nachempfunden, die einer spiegelverkehrten Stratocaster ähnelt. In der silbernen Version sind alle Elemente bis auf das Griffbrett in Silber gehalten, ein Rammstein-Logo ist auf dem Körper hinter dem Steg angebracht, die Inlays auf dem Griffbrett sind in Form des Rammsteinkreuzes. In der Burnt-Version ist die Gitarre in Beige lackiert. Im Holz des Körpers sind tiefe Kratzspuren in Rot eingeritzt. Der Rand des Körpers ist in einem verbrannten Stil gehalten, der Lack wirft schwarze Blasen. Die Tonabnehmer (früher EMG 81, gegenwärtig Fishman Fluence Signature) sind mit einem roten Deckel versehen. Die Grundform der ESP RZK II ist eine ESP Eclipse (Gibson Les Paul). Sie ist nur in Burnt erhältlich. Im Unterschied zur RZK I sind die Tonabnehmer (EMG 81 bzw. Fishman Fluence) hier silberfarben und nicht rot. Anders als bei üblichen Gitarren ist nur ein einziges Potentiometer verbaut, das die Lautstärke der Gitarre regelt. Die Gitarren sind jeweils mit einem originalen Floyd-Rose-Tremolo-System ausgestattet.
Ein Exemplar seiner Burnt-Version der ESP RZK schenkte er dem Film- und Videoregisseur Jonas Åkerlund im Zuge der Dreharbeiten zum Video des Liedes Mein Land, das 2011 in den USA entstand.

## Diskografie
- Mit First Arsch: Saddle Up (1992)
- Mit Emigrate: → siehe Emigrate/Diskografie
- Mit Rammstein: → siehe Rammstein/Diskografie
- 2003: Schtiel (Von Till Lindemann und Richard Kruspe anlässlich des 100-jährigen Jubiläums von Harley-Davidson gecovertes Lied der Band Aria, die Auflage betrug nur etwa 400 Stück)
- 2007: Helden (Erschien auf dem Album Worlds Collide (Apocalyptica) mit Till Lindemann als Sänger und Richard Kruspe als Gitarrist, David-Bowie-Cover)[37]
- 2016: Move It mit Tomoyasu Hotei

## Filmografie
- 2003: xXx – Triple X